# Судан на Светском првенству у атлетици на отвореном 2015.
Судан је учествовао на Светском првенству у атлетици на отвореном 2015. одржаном у Пекингу од 22. до 30. августа петнаести пут, односно учествовао је на свим првенствима до данас. Репрезентацију Судана представљала су 3 такмичара (2 мушкарца и 1 жена) који се такмичили у 3 (2 мушке и 1 женска) дисциплине.,
На овом првенству представници Судана нису освојили ниједну медаљу, али је остварен један најбољи резултат сезоне.

## Учесници
| Мушкарци: - Ахмед Али — 200 м - Ali Mohd Younes Idriss — Скок увис | Жене: - Амина Бакхит — 1.500 м |  |

## Резултати

### Мушкарци
| Атлетичар              | Дисциплина | Лични рекорд | Квалификације   | Квалификације   | Полуфинале           | Полуфинале           | Финале               | Финале               | Детаљи |
| Атлетичар              | Дисциплина | Лични рекорд | Резултат        | Место           | Резултат             | Место                | Резултат             | Место                | Детаљи |
| ---------------------- | ---------- | ------------ | --------------- | --------------- | -------------------- | -------------------- | -------------------- | -------------------- | ------ |
| Ахмед Али              | 200 м      | 20,46        | дисквалификован | дисквалификован | Није се квалификовао | Није се квалификовао | Није се квалификовао | Није се квалификовао |        |
| Ali Mohd Younes Idriss | скок увис  | 2,28 НР      | 2,17            | 20. у гр. Б     |                      |                      | Није се квалификовао | =35 / 39 (41)        |        |

### Жене
| Атлетичарка  | Дисциплина | Лични рекорд | Квалификације | Квалификације | Полуфинале            | Полуфинале            | Финале                | Финале       | Детаљи |
| Атлетичарка  | Дисциплина | Лични рекорд | Резултат      | Место         | Резултат              | Место                 | Резултат              | Место        | Детаљи |
| ------------ | ---------- | ------------ | ------------- | ------------- | --------------------- | --------------------- | --------------------- | ------------ | ------ |
| Амина Бакхит | 1.500 м    | 4:19,51      | 4:22,49 ЛРС   | 11. у гр. 2   | Није се квалификовала | Није се квалификовала | Није се квалификовала | 34 / 34 (35) |        |